# Platinum (Arkangel)
Platinum es el título del álbum recopilatorio perteneciente a la discografía de Arkangel, legendaria banda latinoamericana de Heavy Metal. Salió al mercado oficialmente en el año 2021. El álbum celebra el cuadragésimo aniversario de la banda luego de la conversión del nombre de Power Age en Arkangel en 1981. Producido de forma independiente por la banda, es distribuido digitalmente por la discográfica Innercat Music Group.

## Historia
Arkangel para celebrar sus 40 años llevando su legado de mitos y leyendas en el rock latinoamericano decide lanzar al mercado un trabajo recopilatorio con lo mejor de su larga trayectoria, compilando temas con la grabación de nuevas versiones.
El disco lanzado al mercado en formato digital en diciembre de 2021, en su primer volumen, constará de 3 en total, luego del cual será publicado en físico en diferentes formatos.

## Temas
Los temas incluidos abarcan toda la trayectoria de la banda con algunas remasterizaciones y nuevas versiones. 
Los mismos cuentan con la participación en las voces de: Paul Silvestre Gillman (Asesino + Hombre Robot), Deibys Artigas (Juicio Final y Tú eres el  amor), Joad Manuel Jiménez (Castillo sobre el  mar, y Justicia y Poder), y Eduardo Pargas (Complaciente Suicida y Corazón de Heavy Metal)

## Canciones
Platinum
- 01-Juicio final (3:56)
- 02-Asesino + Hombre robot (6:11)
- 03-Castillo sobre el mar (4:50)
- 04-Justicia y poder (3:44)
- 05-Tú eres el amor (5:04)
- 06-Complaciente suicida (6:22)
- 07-Corazón de heavy metal (5:33)

## Músicos
- Paul Silvestre Gillman, Joad Manuel Jiménez, Deibys Artigas y Eduardo Pargas - Vocalistas
- Giancarlo Picozzi - Guitarras
- Nicolás Barrera - Guitarras
- Giorgio Picozzi - Batería
- Felipe Arcuri - Bajo
- Jean Puccia - Teclados

## Detalles técnicos
- Estudio de grabación: Vintage Studio, Valencia, Venezuela.
- Masterizado en: Vintage Studio, Valencia, Venezuela.
- Ingenieros de grabación y máster: Luis Alfredo Loyo.
- Producción musical: Luis Alfredo Loyo.
- Producción ejecutiva: Felipe Arcuri, y Fratelli Arcuri Enterprises.